# Ротшильд, Майер Амшель
Майер Амшель (Аншель) Ротшильд (нем. Mayer Amschel (Anschel) Rothschild; 23 февраля 1744, Франкфурт-на-Майне, Вольный город Франкфурт, Священная Римская империя — 19 сентября 1812, Франкфурт-на-Майне, Великое герцогство Франкфурт, Рейнский союз) — немецкий предприниматель и банкир еврейского происхождения, создатель банка во Франкфурте-на-Майне, основатель династии предпринимателей Ротшильдов.
Дело продолжили пять его сыновей: Амшель Майер, Соломон Майер, Натан Майер, Калман Майер, Джеймс Майер. Братья контролировали 5 банков в крупнейших городах Европы (Париже, Лондоне, Вене, Неаполе, Франкфурте-на-Майне).

## Биография
Историю Ротшильдов можно отследить до 1577 года до Ицхака Элханана Ротшильда, фамилия которого заимствована из немецкого (нем. zum rothen Schild — «с красным щитом») и произошла от дома, в котором семья жила много поколений (в то время у домов не было номеров и их различали по цветовым табличкам). Впоследствии наследники переняли имя Ротшильд как фамильное имя, когда в 1664 году переехали в другой дом, который до начала XIX века служил не только жильём для более чем 30 родственников, но и местом ведения бизнеса.
Майер Амшель родился 23 февраля 1744 года в семье из 8 детей в еврейском гетто во Франкфурте-на-Майне. Его отец Амшель Мозес Ротшильд (умер в 1755 году) занимался торговлей различными товарами и обменом монет, был личным поставщиком монет для принца Гессенского.
Когда ему было три года, Майер начал учиться читать и писать на иврите. Ему прочили блестящую карьеру раввина, и поэтому в 1755 году отец отослал его в школу раввинов в Фюрт, пригород Нюрнберга. Там разрешали селиться евреям. Майеру достаточно легко давалась математика, что было хорошим подспорьем в мире финансов.
Когда Майеру исполнилось двенадцать лет, его отправили в Ганновер на обучение в банк Оппенгеймера. Там он постиг секреты финансового дела, познакомился с монетами германских княжеств, научился определять подделки и выгодные обменные курсы.
После смерти родителей в 1760 году Майер вернулся во Франкфурт и продолжил отцовское дело: занялся обменом и продажей монет и медалей. Очень скоро он стал известен среди любителей старины. Скопив деньги, Майер открыл собственную антикварную лавку, в ней же можно было поменять деньги одних германских княжеств на другие. Так возник первый банк Ротшильдов.
С 1764 года Майер Ротшильд начал поставлять монеты и золото в княжеский дом Гессен-Кассель. А уже через пять лет глава дома Вильгельм IX назначил его личным банкиром и придворным поставщиком — гоф-фактором. Обязанности придворного фактора, каким был Майер, заключались в том, чтобы приумножать казну князя, покрывать его расходы на армию, предметы роскоши, снабжать двор, конюшни, кухню и подвалы. В случае успеха, фактора ожидала награда в виде части доходов князя и уважение при дворе, в случае неудачи — суд, разорение и даже казнь.
Ландграф Вильгельм IX был одним из самых богатых и знатных германских князей, торговал наёмными солдатами и жил на широкую ногу. В 1785 году он с выгодой продал 17 тысяч солдат английскому королю Георгу III для войны с американскими колонистами. Когда в 1806 году Вильгельм (ставший в 1803 году курфюрстом под именем Вильгельм I), спасаясь от Наполеона, скрывался, Ротшильд продолжил сбор денег с его должников, и даже смог увеличить полученную сумму.
Однажды Ротшильд снял в британском банке деньги с компенсационного счёта ландграфа и оплатил ими товар. А поскольку платил наличными, то получил большую скидку. Майер сумел избежать сразу двух операций: перевозки денег в Англию и встречной перевозки денег во Франкфурт. Вместо денег Ротшильд привёз товар, продал его по высокой цене, вернул долг ландграфу и в итоге оказался в большом выигрыше. А поскольку Вильгельм IX получал талеры, а англичане платили фунтами, банкир заработал и на разнице курсов валют.
В 27 лет Майер женился на 17-летней Гутле Шнаппер — дочери местного ростовщика. У Ротшильдов родилось 5 сыновей и 5 дочерей: Жанетт (1771), Амшель (1773), Соломон (1774), Натан (1777), Изабелла (1781), Бабетта (1784), Карл (Кальман) (1788), Жюли (1790), Генриэтта (1791) и Джеймс (1792).
Подрастая, дети вносили свой вклад в общее дело. Майеру требовалась их помощь, и кроме того, кому он мог доверять больше, чем собственным детям? Девочки занимались документами, мальчики поначалу принимали грузы и развозили товар. Затем старшие дети вступали в брак, их супруги также включались в семейный бизнес, но не в роли партнёров, а только в качестве рабочих и служащих. Зятья выполняли грязную работу, а невестки приносили солидное приданое.
Пять сыновей Ротшильда продолжили его дело. Их называли «Пять пальцев одной руки». 27 сентября 1810 года Майер Амшель основал фирму «Майер Амшель Ротшильд и сыновья». Пуская в оборот наличные средства курфюрста, находившиеся в его распоряжении, Ротшильд-отец стал устраивать государственные займы в небывалых до того размерах. Прирост остался в руках семейства банкиров, а сами богатства были возвращены наследниками Ротшильда преемникам ландграфа.
После смерти Ротшильда его совокупный капитал вдвое превышал активы Французского банка. Его сыновья разъехались по всей Европе и впоследствии создали целую сеть банков. Амшель, старший сын, вёл все дела родового дома во Франкфурте. Натан основал свою фирму в Лондоне, Джеймс — в Париже, Соломон поселился в Вене, Карл — в Неаполе. Формально они были независимыми друг от друга, но имели общую систему связи — курьерскую службу, которая позволяла получать известия о важнейших политических событиях, о любых биржевых потрясениях раньше всех. Умение Ротшильдов быстро собирать сведения, а если надо — и распространять дезинформацию, сыграло большую роль в том, что история дома тесно переплелась с историей Европы.

## Смерть и завещание
Майер Амшель умер 19 сентября 1812 года. Перед смертью он составил партнёрское соглашение и завещание, в котором изложил принципы дальнейшего управления семейным предприятием. У потомков Амшеля появился свод внутренних законов, которым они могли руководствоваться на благо династии и себе лично. В завещании Майер Амшель достаточно резко отделил своих прямых потомков мужского пола от другой родни, от потомков женского пола, людей, связанных с Ротшильдами узами брака, а также их потомства. В завещании четко указывалось, что в компании нет места зятьям. Амшель говорил: «Мои дочери, зятья и их наследники не имеют никакого отношения к существующей компании M. A. Rothschild und Söhne, а также не имеют права изучать дела вышеупомянутой компании, её конторские книги, бумаги, реестры и прочее. Я никогда не прощу своих детей, если они пойдут против моей родительской воли и помешают моим сыновьям спокойно заниматься делом».

## Эмблема династии Ротшильдов
На эмблеме династии Ротшильдов изображено пять стрел, соединённых сжатой в кулак рукой, что символизирует союз пяти сыновей основателя клана Майера Амшеля. Их девизом стали слова: лат. Concordia, Integritas, Industria («Согласие, безупречность, трудолюбие»).